# HMS Egmont (1768)
HMS Egmont (1768) — 74-пушечный линейный корабль третьего ранга. Первый корабль Королевского флота, названный в честь герцога Эгмонта.

## Проект
Спроектирован Томасом Слейдом. Единственный корабль, построенный по этому чертежу. Заказан 6 июня 1765 года. Спущен на воду 29 августа 1768 года в Дептфорде.

## Служба
Участвовал в Американской войне за независимость. Был в бою при острове Уэссан и при мысе Спартель.
Во время Французских революционных войн служил в Средиземном море. Был при Тулоне.
1793 — капитан Арчибальд Диксон (англ. Archibald Dickson). Входил в эскадру адмирала Джона Джелла, захватившую у французов испанский корабль San-Iago с золотом из Нового Света. Вместе с Egmont приз в порт привели HMS St George, HMS Edgar, HMS Ganges и HMS Phaeton. В Адмиралтейском суде возникли неясности относительно законного владельца, и только 4 февраля 1795 года San-Iago был окончательно приговорен как приз, и оценен вместе с грузом в £935 000. Доля адмирала Худа составила £50 000.
1794 — участвовал в захвате Бастии (Корсика). Позже корабль принял капитан Джон Саттон (англ. John Sutton).
1795 — с флотом вице-адмирала Хотэма был при Генуе.
9 марта 1796 шлюпки с Egmont, а также с HMS Barfleur и HMS Bombay Castle в порту Туниса отбили и увели захваченный алжирцами 28-пушечный фрегат HMS Nemesis.
14 февраля 1797 — в эскадре адмирала Джервиса был при мысе Сент-Винсент.
Отправлен на слом в 1799 году.